# Mauro Refosco
Mauro Refosco est un artiste anglo-saxon. Il est né dans l'État de Santa Catarina au Brésil le 16 août 1962. Percussionniste, il est aujourd'hui l'un de membres du groupe Forro in the Dark, un collectif newyorkais de brésiliens expatriés créé en 2002. Le groupe mélange le style "forró" (musique traditionnelle brésilienne) avec des influences rock, folk, jazz et country.
Il fait également partie du groupe Atoms for peace dans lequel jouent notamment Thom Yorke de Radiohead et Flea des Red Hot Chili Peppers.
C'est par sa rencontre avec ce dernier qu'il accompagne désormais le célèbre groupe de rock californien sur la tournée du dernier album I'm with You. On peut noter qu'à chaque concert, il joue une improvisation finale avec les musiciens et en particulier avec le batteur Chad Smith.